# ثوران سترومبولي 2024
ثوران سترومبولي عام 2024 (بالإيطاليه: Eruzione Dello Stromboli), هو ثوران بركاني حدث في جزيره سترومبولي قرب صقليه تسبب الثوران بإطلاق كميات كبيرة من الرماد والغبار الساخن في الغلاف الجوي. 

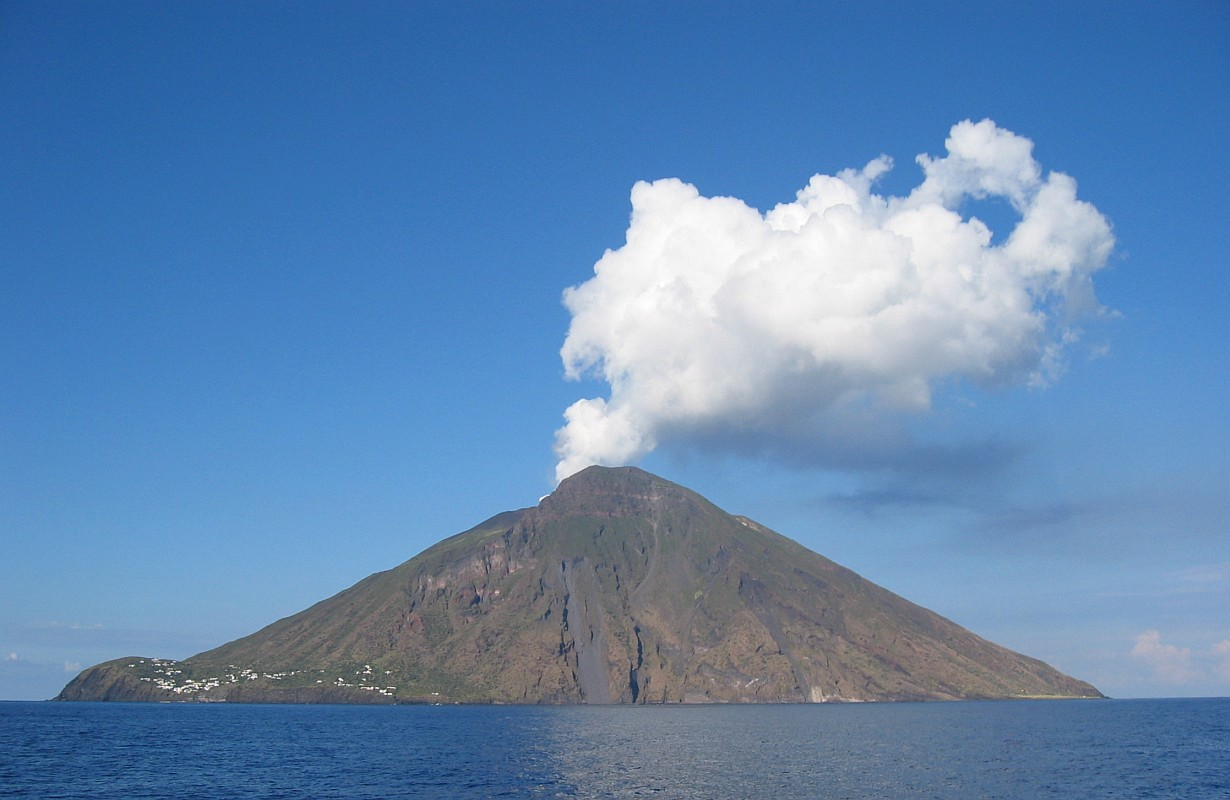
صوره للبركان

في يونيو 2024، شهدت جزيرة سترومبولي في البحر المتوسط أنشطة بركانية متزايدة من بركان سترومبولي، مما أدى إلى رفع مستوى التأهب وإغلاق مؤقت لمطار كاتانيا. أصدرت وكالة الحماية المدنية الإيطالية إنذارًا أحمرًا لهذه المنطقة، نظرًا لاحتمالية تفاقم الوضع البركاني. تأخرت عمليات الإجلاء بسبب استقرار الحالة البركانية وعدم وجود تهديد مباشر على سكان المنطقة.
وفي الوقت نفسه، تداولت وسائل التواصل الاجتماعي العربية أنباءً حول احتمالية وصول آثار الثوران البركاني من سترومبولي إلى العالم العربي، خاصة غاز ثاني أكسيد الكبريت الذي يطلقه البركان. تشير بعض المصادر المناخية مثل منصة "ويندي" إلى وصول رياح تحمل ثاني أكسيد الكبريت إلى العالم العربي، هذا الوضع يبرز أهمية مراقبة الأنشطة البركانية وتأثيراتها على النطاق الإقليمي والعالمي، وتسليط الضوء على أهمية التواصل الفعال لنقل المعلومات الدقيقة والموثوقة للمجتمعات المتأثرة والمعنية.

## تاريخ البركان
جزيرة سترومبولي (أو جزيرة استرنجلو) تقع قرب جزيرة صقلية الإيطالية, وتضم بركانًا نشطًا تفجر بشكل مفاجئ وعنيف عام 1930. هذه الثورة البركانية، التي استمرت ليوم واحد فقط أدت إلى مقتل ستة أشخاص وتسببت في خسائر مادية جسيمة، بالرغم من أنه لم تكن هناك إشارات تحذيرية مسبقة كما هو معتاد للثورات البركانية. البركان انفجر بشكل مفاجئ وأطلق حممًا وغازاتٍ ملتهبة بأقصى قوته في أقل من ساعتين فقط، بداية من الثامنة وعشر دقائق صباحًا. الانفجار الهائل أضاء سماء المنطقة في هذا التوقيت المبكر، وأسفر عن تدمير عشرات المنازل ومساحات واسعة من الأراضي الزراعية المحيطة بالبركان.

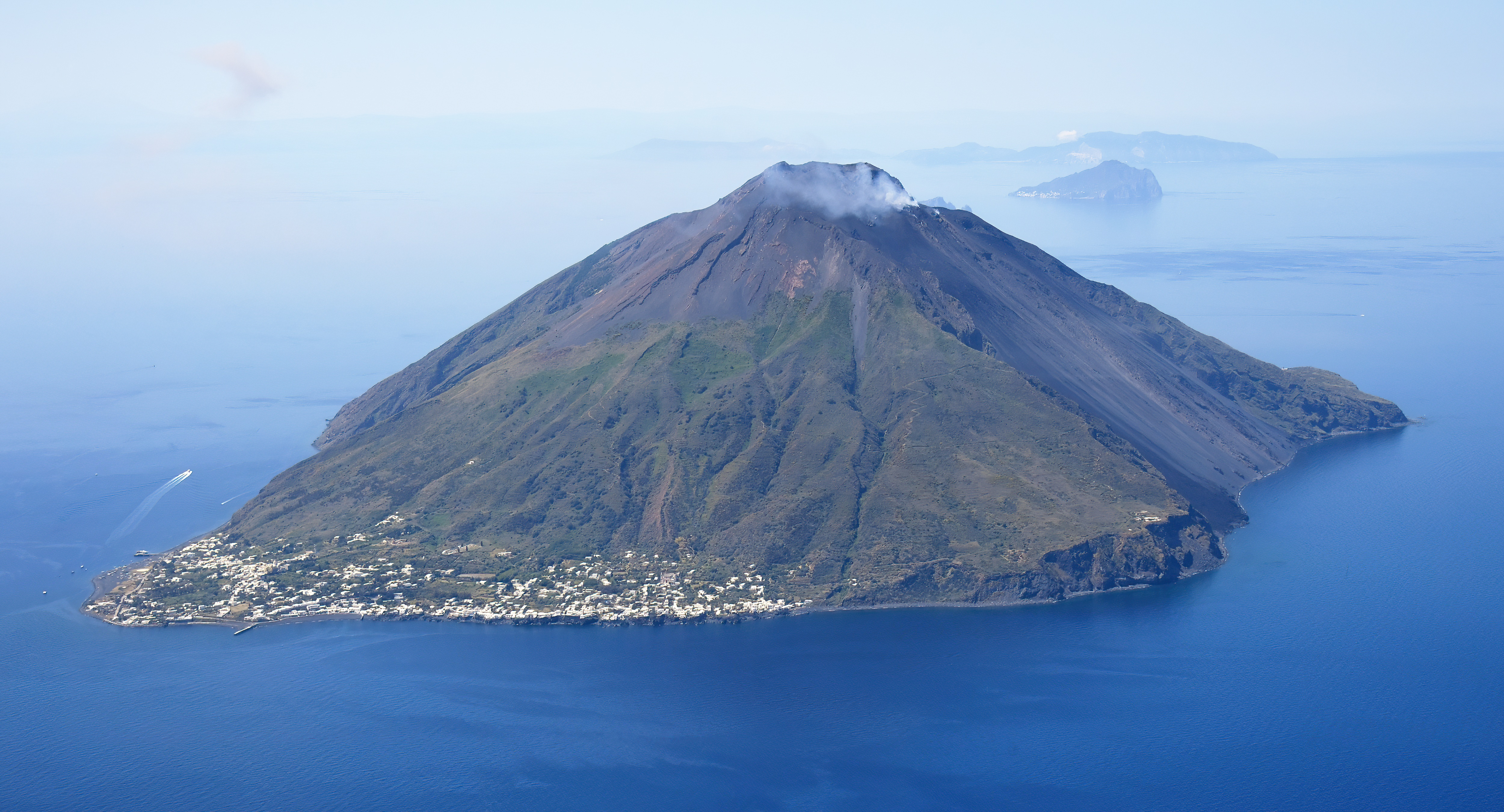

## أنظر أيضاً
- بركان إتنا
- صقليه